# 方谷駅
方谷駅（ほうこくえき）は、岡山県高梁市中井町西方にある、西日本旅客鉄道（JR西日本）伯備線の駅である。駅番号はJR-V15。

## 概要
周辺に方谷と言う地名は無く、幕末の備中松山藩士・漢学者で備中聖人と呼ばれた山田方谷に由来した人名由来の駅である。駅舎は開設時からのもので、国の登録有形文化財に登録されている。
建設に際しては当時の村名による「中井駅」と言う駅名で計画されたが、郷土の偉人である山田方谷ゆかりの地という経緯で「方谷」の駅名を要望した地元民に対し、鉄道省側が人名由来の駅名に前例が無いと渋ったことから、住民らは近くにあった地名「西方」に関係させ「方谷は人名では無く地名（西方の谷）である」と言う建前で運動を進め、命名にこぎ着けた。
当駅付近には以前山田方谷旧居でもあった長瀬塾（開墾屋敷）があり、越後長岡藩士の河井継之助が訪れたことでも知られる。プラットホームの向かいの山側には「山田方谷先生住宅址」の碑がある。また、高梁川を挟んで南西側の国道180号沿いには河井継之助が方谷の元を去る際に振返り、三度土下座を繰り返した「見返りの榎」が残っている。
2014年に高梁市が支援したテレビアニメ作品『愛・天地無用!』の舞台地（いわゆるサブカルにおける聖地巡礼のための観光スポット）の1つとして採用された。

## 歴史
- 1928年（昭和3年）10月25日：鉄道省伯備線備中川面駅 - 足立駅間延伸時に開設[1]。但し当駅を含む備中川面駅 - 上石見駅間列車運行は同年11月25日から。
- 1971年（昭和46年）10月1日：貨物取扱廃止[1]。
- 1984年（昭和59年）
  - 2月1日：荷物扱い廃止[1]。
  - 3月31日：無人駅化[2]。
- 1987年（昭和62年）4月1日：国鉄分割民営化に伴い、JR西日本の駅となる[1]。
- 2021年（令和3年）3月13日：ICカード「ICOCA」の利用が可能となる[3]。

## 駅構造
島式ホーム1面2線を有する列車交換可能な地上駅であるが、傾斜面上にあるため、ホームは駅舎より高い場所にある。以前はホーム倉敷側に構内踏切があり駅舎と連絡していたが、現在は地下道経由で階段を登る。ホーム上に待合スペースがある。駅は崖と川との間にある。木造駅舎を備える。
新見駅管理の無人駅。以前は簡易委託駅で、出札業務が行われていた。
自動改札機・自動券売機も設置されていないが、ICOCAが利用可能。

### のりば
| のりば | 路線   | 方向 | 行先           |
| ------ | ------ | ---- | -------------- |
| 1      | 伯備線 | 上り | 倉敷・岡山方面 |
| 2      | 伯備線 | 下り | 新見・米子方面 |

- 以前はのりば番号標が無かったが、2020年時点では運転指令上の番線番号に基づいてのりば番号が設定されている。なお、上下線共に両方向から、進入や出発が出来るようになっている。

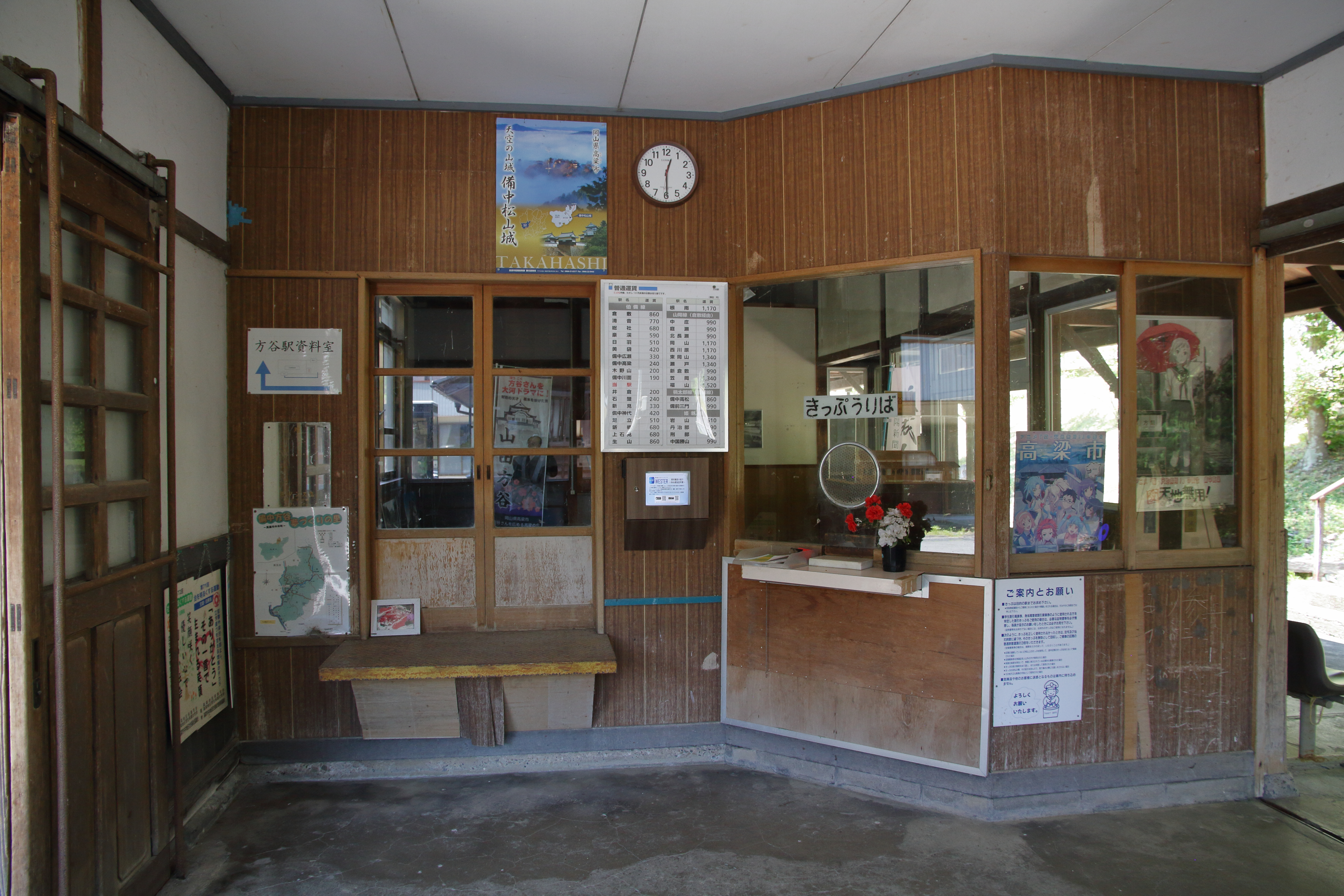
駅舎の内部（2024年6月）
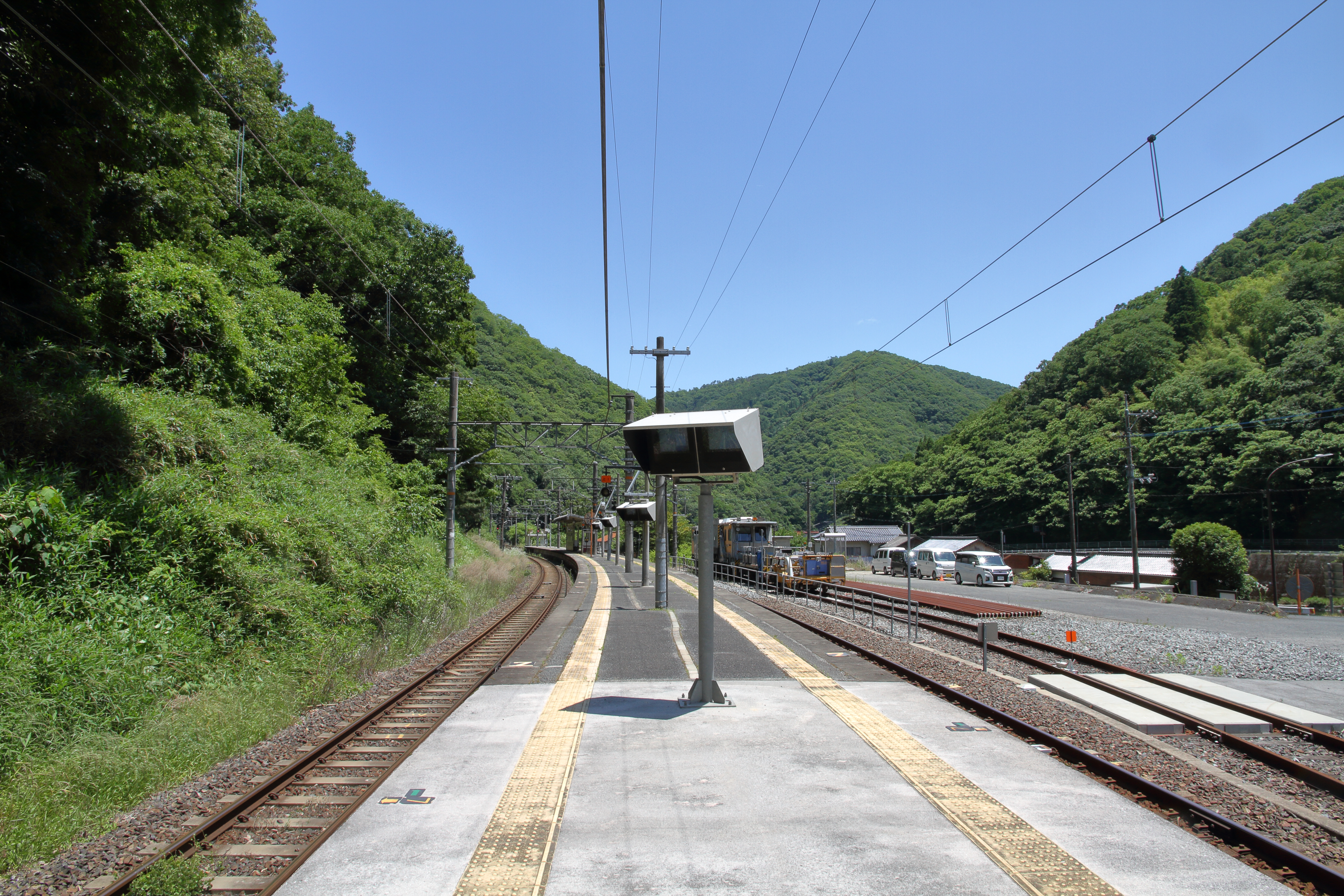
構内（2024年6月）
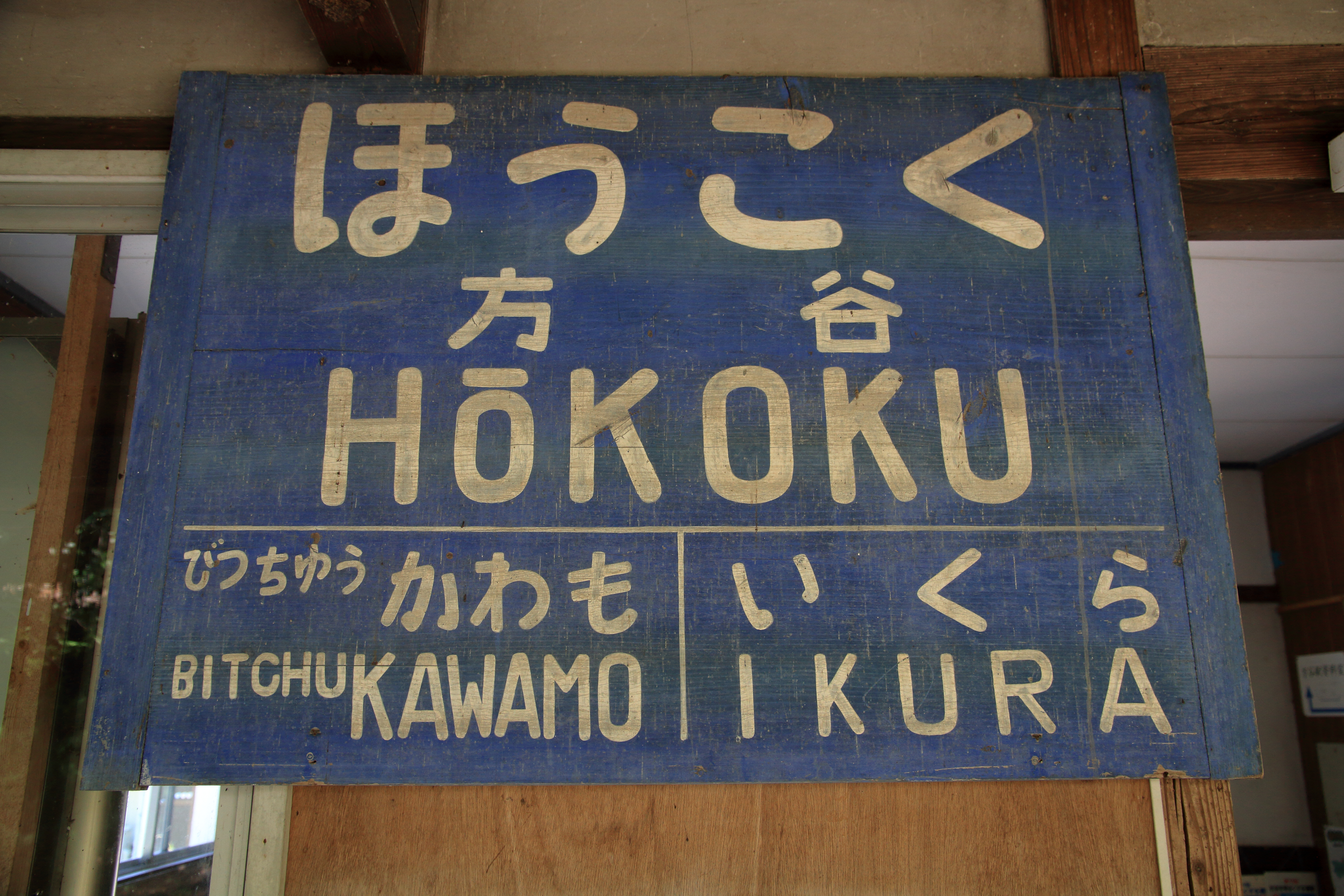
旧国鉄タイプの駅名標（2024年6月）

## 利用状況
近年の1日平均乗車人員の推移は以下の通り。近年は徐々に利用者が減少している。
| 乗車人員推移 | 乗車人員推移 |
| 年度         | 1日平均人数  |
| ------------ | ------------ |
| 1999         | 72           |
| 2000         | 68           |
| 2001         | 69           |
| 2002         | 52           |
| 2003         | 49           |
| 2004         | 50           |
| 2005         | 50           |
| 2006         | 51           |
| 2007         | 48           |
| 2008         | 47           |
| 2009         | 43           |
| 2010         | 26           |
| 2011         | 18           |
| 2012         | 18           |
| 2013         | 15           |
| 2014         | 15           |
| 2015         | 14           |
| 2016         | 12           |
| 2017         | 13           |
| 2018         | 13           |
| 2019         | 15           |
| 2020         | 12           |
| 2021         | 10           |

## バス
山祭-大瀬八長-川面駅前/高梁バスセンター[備北バス]

## 駅周辺
中井地区の中心集落から遠く離れた所に立地しており、駅周辺は数軒の商店と民家があるのみ。
- 高梁川
- 国道180号
- 岡山県道197号方谷停車場線
- 岡山県道320号若代方谷停車場線
- 猪風来美術館（駅から3km程）

## 隣の駅
西日本旅客鉄道（JR西日本）
 伯備線
備中川面駅 (JR-V14) - 方谷駅 (JR-V15) - （広石信号場） - 井倉駅 (JR-V16)